# Chuyến bay 11 của Continental Airlines
Chuyến bay 11 của Continental Airlines, số đăng ký N70775, là một chiếc máy bay Boeing 707 đã phát nổ ở vùng lân cận Centerville, Iowa, khi đang trên đường từ Sân bay O'Hare, Chicago, Illinois, đến Thành phố Kansas, Misouri, vào ngày 22 tháng 5 năm 1962. Chiếc máy bay này đã đâm xuống một cánh đồng cỏ ba lá gần Unionville, thuộc Quận Putnam, Missouri, khiến toàn bộ 45 phi hành đoàn và hành khách trên máy bay thiệt mạng. Cuộc điều tra xác định nguyên nhân của vụ tai nạn là một vụ đánh bom tự sát được coi là gian lận bảo hiểm

## Tai nạn

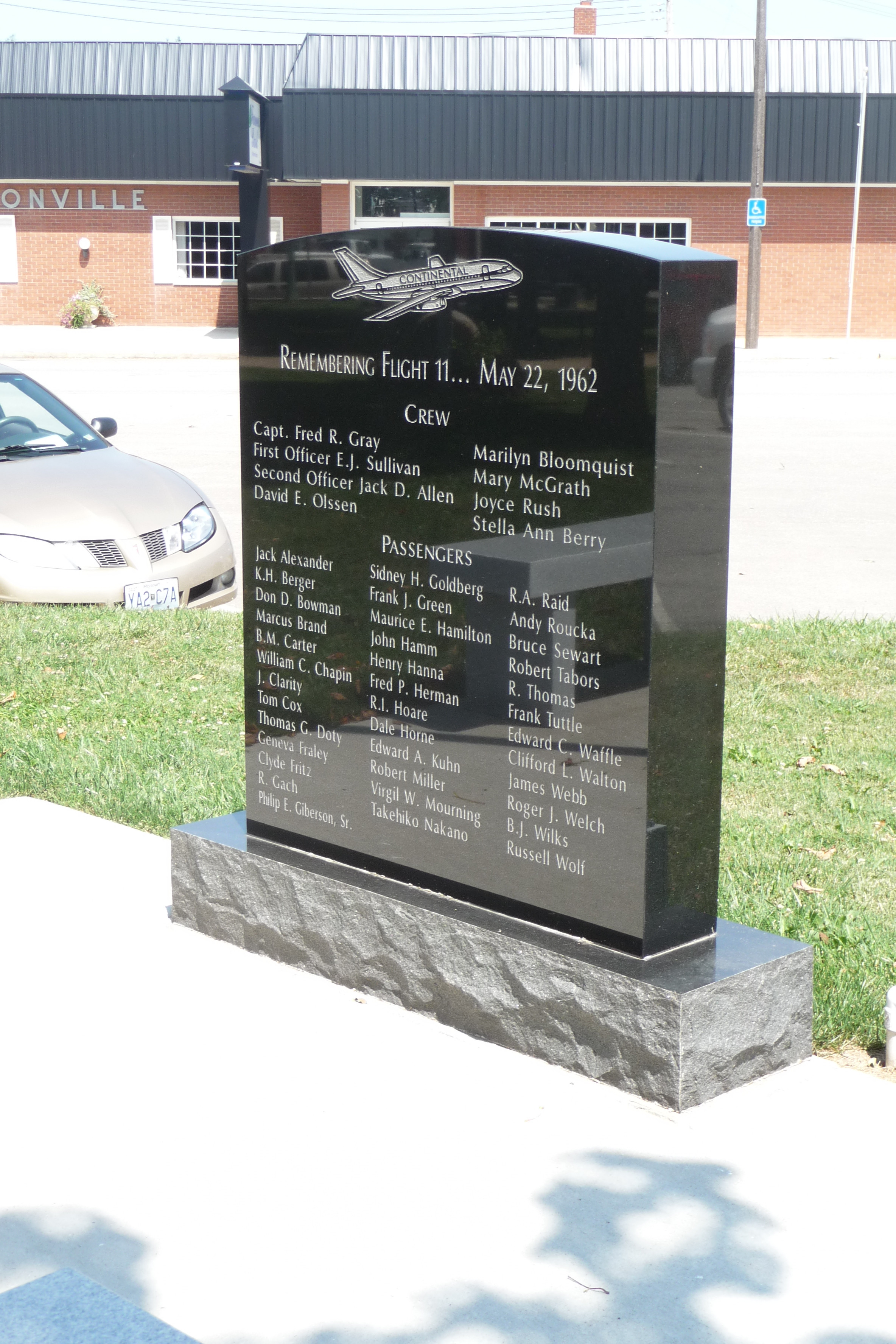
Đài tưởng niệm chuyến bay 11 của Continental Airlines được dựng lên ở Unionville, Missouri

Thủ phạm, Thomas G. Doty, đến cổng ngay trước khi khởi hành.
Chuyến bay 11 khởi hành từ O'Hare lúc 8:35 tối. Phi hành đoàn bao gồm Cơ trưởng Fred R. Gray (50), Cơ phó Edward J. Sullivan (41), Kỹ sư bay Roger D. "Jack" Allen (32) và 5 tiếp viên hàng không. Chuyến bay diễn ra như thường lệ cho đến ngay trước sông Mississippi khi nó đi chệch khỏi kế hoạch bay đã đề xuất về phía bắc để tránh một luồng giông bão. Ở vùng lân cận Centerville, Iowa, hình ảnh radar của chiếc máy bay đã biến mất khỏi phạm vi của Dịch vụ theo dõi chuyến bay Waverly, Iowa. Vào khoảng 9:17 chiều. một vụ nổ xảy ra ở nhà vệ sinh phía sau bên phải, dẫn đến phần đuôi bị tách ra khỏi thân máy bay. Tổ bay đã bắt đầu các quy trình hạ cánh khẩn cấp cần thiết và đeo mặt nạ chống khói do sương mù dày đặc hình thành trong cabin ngay sau khi giảm áp. Sau khi phần đuôi bị tách ra, cấu trúc còn lại của máy bay chúi mũi xuống một cách dữ dội, khiến các động cơ bị xé toạc, sau đó nó rơi theo chuyển động không kiểm soát. Thân máy bay Boeing 707, trừ đi 38 ft (12 m) phía sau và với một phần cánh trái và hầu hết cánh phải còn nguyên vẹn, đập xuống đất, hướng về phía tây xuống dốc 10 độ của cánh đồng cỏ linh lăng.
Các nhân chứng trong và xung quanh cả Cincinnati, Iowa và Unionville cho biết họ đã nghe thấy những tiếng động lớn và bất thường vào khoảng 9:20 tối. Hai người khác nhìn thấy một tia sáng lớn hoặc quả cầu lửa trên bầu trời. Một máy bay ném bom B-47 Stratojet bay ra khỏi Căn cứ Không quân Forbes ở Topeka, Kansas đang bay ở độ cao 26.500 ft (8.100 m) trong vùng lân cận Kirksville, Missouri. Người chỉ huy máy bay nhìn thấy một tia sáng trên bầu trời phía trước và phía trên vị trí máy bay của anh ta. Sau khi tham khảo nhật ký điều hướng của mình, anh ấy ước tính ánh chớp xảy ra lúc 9:22 tối. gần vị trí mà mục tiêu radar cuối cùng của Chuyến bay 11 đã được nhìn thấy. Phần lớn thân máy bay được tìm thấy gần Unionville, nhưng động cơ và các bộ phận của phần đuôi, cũng như cánh trái được tìm thấy cách mảnh vỡ chính tới 9,7 km.
Trong số 45 người trên máy bay, 44 người đã chết khi lực lượng cứu hộ đến hiện trường vụ tai nạn. Một hành khách, một người đàn ông 27 tuổi đến từ Evanston, Illinois, đã chết vì nội thương tại Bệnh viện Saint Joseph Mercy ở Centerville, Iowa, một tiếng rưỡi sau khi được giải cứu.